# 孟祺
孟 祺（もう き、生没年不詳）は、モンゴル帝国（大元ウルス）に仕えた漢人官僚の一人。字は徳卿。宿州符離県の出身。東平四傑の一人に数えられる。

## 概要
孟祺は富裕な家に生まれ、父の孟仁は儒学を修めた人物として知られていた。1232年（壬辰）、金朝の首都の開封がモンゴル軍の包囲を受けると、孟仁は家族と共に戦乱を避けて黄河の北に渡り、済州魚台県で石天禄に召し抱えられるに至った。
孟祺は幼いころから聡明で儒学を学んでいたため、父とともに東平に移住すると、この地方を治める厳実が開いた東平府学に入った。試験を受けて好成績で登題した孟祺は廉希憲・宋子貞ら著名な文化人から評価され、遂に国史院編修官の地位に就くこととなった。更にその後、従仕郎・応奉翰林文字・兼太常博士の地位に移っている。至元7年（1270年）には高麗への使者も務め、承事郎・山東東西道勧農副使とされている。
至元12年（1275年）より丞相バヤンを総司令とする南宋領侵攻が始まると、孟祺は承直郎・行省諮議の地位を与えられて遠征軍に同行することとなった。孟祺は軍中で軍務を滞りなく処理するだけでなく、焦山の戦いでは速戦を避けるべきであると進言した結果モンゴル軍は勝利を収めたたため、バヤンから「書生とは思えないほど兵事を熟知している」と表されたという。また兵の掠奪を厳しく戒めるようバヤンに述べ、南宋の首都の臨安の無血開城に大きく貢献している。
孟祺は自ら志願して臨安の開城交渉の使者となり、南宋の大臣と夜間に至るまで交渉を行ったが、孟祺の「国勢がここまで至ったというのに、まだ何を待つというのか」という言葉を切っ掛けとして遂に南宋側は投降を決意したという。
南宋領の平定が終わった後、バヤンは孟祺の功績が多かったことを上奏し、これにより孟祺は少中大夫・嘉興路総管の地位を授けられた。嘉興路に赴任した孟祺は学業の振興に力を入れたと伝えられるが、間もなく病を得たために官を辞して東平に帰ることとなった。至元18年（1281年）には太中大夫・浙東海右道提刑按察使とされたが、赴任することなく51歳にして病没した。息子には孟遵・孟遹らがいた。